# فرودگاه چولمان
فرودگاه چولمان (به انگلیسی: Chulman Airport) یک فرودگاه همگانی با کد یاتا CNN است که یک باند فرود بتن دارد و طول باند آن ۳۶۰۰ متر است. این فرودگاه در کشور روسیه قرار دارد و در ارتفاع ۸۵۷ متری از سطح دریا واقع شده‌است.

## شرکت‌های هواپیمایی و مقصدهای پروازی

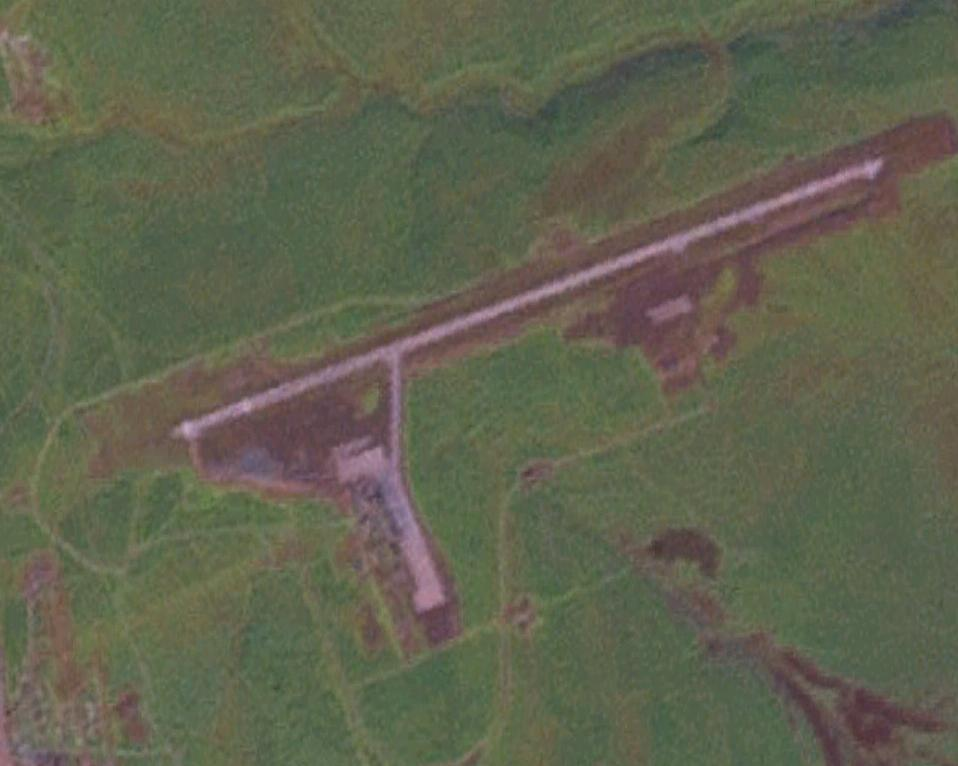
Chulman Airport

| شرکت‌های هواپیمایی | مقصدهای پروازی                                      |
| ----------------- | --------------------------------------------------- |
| آورورا            | خاباروفسک ناوی                                      |
| یاکوتیا ایرلاینز  | ایرکوتسک، خاباروفسک ناوی، ونوکووا، تولمچوا، یاکوتسک |